# Avesnes-sur-Helpe
 Avesnes-sur-Helpe  es una población y comuna francesa, en la región de Norte-Paso de Calais, departamento de Norte, en el distrito de Avesnes-sur-Helpe. Es el chef-lieu de los cantones Avesnes-sur-Helpe-Nord y Sud.

## Historia
Parte del Condado de Henao se une al Ducado de Borgoña en 1433. Fue destruida por el rey Luis XI de Francia en 1477, durante la guerra de Borgoña. Estuvo en manos de los españoles, desde 1556 a 1659, cuando es anexionada por Francia.

## Demografía
| 6250 | 6508 | 6362 | 6022 | 5178 | 5085 |
| Para los censos de 1962 a 1999 la población legal corresponde a la población sin duplicidades (Fuente: INSEE [Consultar]) |      |      |      |      |      |